# Bruce Chatwin
Charles Bruce Chatwin (prop de Sheffield, 13 de maig de 1940 – Niça, 18 de gener de 1989) va ser un escriptor i periodista anglès especialitzat en cròniques de viatges i novel·la.
Als 18 anys entrà a treballar a la subhasta Sotheby's i d'aquí va començar-se a interessar per l'art, les antiguitats i l'arqueologia.
El seu primer llibre In Patagonia (1977), va ser dels més coneguts, i a partir d'aquí, va rebre diferents premis literaris.
La seva manera d'escriure en forma de crònica i dietari, ha influenciat escriptors com: William Dalrymple, Claudio Magris o Rory Stewart.

## Obres destacades
- In Patagonia (1977)
- The Viceroy of Ouidah (1980)
- On the Black Hill (1982)
- The Songlines (1987)
- Utz (1988)
- What Am I Doing Here (1989)